# Шараповское сельское поселение (Белгородская область)
Шара́повское се́льское поселе́ние — упразднённое муниципальное образование в Новооскольском районе Белгородской области.
Административный центр — село Шараповка.
19 апреля 2018 года упразднено при преобразовании Новооскольского района в Новооскольский городской округ.

## История
Шараповское сельское поселение образовано 20 декабря 2004 года в соответствии с Законом Белгородской области № 159.

## Население
| 2010 | 2011  | 2012 | 2013  | 2014 | 2015 | 2016 |
| ---- | ----- | ---- | ----- | ---- | ---- | ---- |
| 1020 | ↘1016 | ↘999 | ↗1021 | ↘997 | ↘970 | →970 |
| 2017 | 2018  |      |       |      |      |      |
| ↘969 | ↘964  |      |       |      |      |      |

## Состав сельского поселения
| № | Населённый пункт | Тип населённого пункта       | Население |
| - | ---------------- | ---------------------------- | --------- |
| 1 | Криничный        | хутор                        | ↗51       |
| 2 | Майорщина        | село                         | ↘17       |
| 3 | Мозолевка        | село                         | ↘45       |
| 4 | Шараповка        | село, административный центр | ↘907      |